# حارة الشعلة (الشيخ عثمان)
حارة الشعلة هي إحدى حارات حي أول مايو الواقع بمديرية الشيخ عثمان التابعة لمحافظة عدن، بلغ تعداد سكانها 2597 نسمة حسب تعداد اليمن لعام 2004.